# Amirhosejn Hosejni
Amirhosejn Hosejni (pers. امیرحسین حسینی،; ur. 7 lipca 1996) – irański zapaśnik walczący w stylu klasycznym. Triumfator halowych igrzysk azjatyckich w 2017. Mistrz Azji juniorów w 2016 roku.